# Zubieta
Zubieta è un comune spagnolo di 285 abitanti situato nella comunità autonoma della Navarra.